# Dasychoproctis dubiosa
Dasychoproctis dubiosa är en fjärilsart som beskrevs av Erich Martin Hering 1926. Dasychoproctis dubiosa ingår i släktet Dasychoproctis och familjen tofsspinnare. Inga underarter finns listade i Catalogue of Life.